# Абдулгафар Жанбосынов
Абдулгафар Жанбосынов (Абдигапар Жанбосынулы) (каз.  ٴابدىعاپار جانبوسىنۇلى, Әбдіғапар Жанбосынұлы; 1870 — 21 ноября 1919) — руководитель, общий хан(эмир) Тургайской области Российской империи во время Среднеазиатского восстания 1916 года.

## Биография
Родился в 1870 году в Караторгайской волости Тургайского уезда Тургайской области Российской империи.
Внук известного[кому?] бия рода Кыпчак Среднего жуза Нияза. Потомок батыра Тилеули. Открыл школу в своём ауле, занимался поливным хлебопашеством, пользовался авторитетом у народа.
21 ноября 1916 года учредительное собрание представителей населения 13 волостей назначило Абдулгафара Жанбосынова общим ханом, а Амангельды Иманова — сардарбеком (военачальником) восстания. Абдулгафар Жанбосынов управлял на основе степной демократии, приспособленной к военному положению. Совет из 20 народных представителей совместно решал военные, административные и хозяйственные вопросы. Отряд во главе с Абдулгафаром Жанбосыновым оказывал стойкое сопротивление военным отрядам Российской империи. К нему примкнули повстанческие формирования многих регионов Казахстана. Торгайский край стал самым крупным центром национально-освободительного движения 1916 года в Казахстане. Был заключён в тюрьму, однако от наказания его спасла начавшаяся в России Февральская революция.
В марте 1918 года в г. Оренбург Абдулгафар Жанбосынов принимал участие в 1-м Торгайском съезде Советов. Позднее перестал поддерживать Советскую власть. Погиб 21 ноября 1919 года от рук красноармейцев.